# هامبورغ
هَامْبُورَغ أو هَمْبُرْغ ((بالألمانية: Hamburg)‏ وتُلفظ: ˈhambʊʁk بالألمانية) هي ثاني أكبر مدن جمهورية ألمانيا الاتحادية، وأكبر الموانئ فيها، وسادس أكبر مدن الاتحاد الأوروبي من حيث عدد السكان.
مدينة هامبورغ هي نفسها ولاية فيدرالية، إحدى ولايات ألمانيا الست عشرة. الاسم الرسمي للمدينة «مدينة هامبورغ الحرة الهانزية» وهو يدل على عضويتها خلال العصور الوسطى بالاتحاد الهانزي. تشتهر المدينة بكثرة قنواتها المائية وجسورها، حيث بها حوالي 2,500 جسر (جسور سيارات وقطارات ومشاة)، لتكون بذلك أكثر مدن أوروبا من حيث عدد الجسور، أكثر من جسور أمستردام ولندن وفينيسيا مجتمعة. تدعى أحيانا ب«فينيسيا الشمال». مدينة هامبورغ لا تقع مباشرة على البحر، وإنما على نهر الإلبه، العريض نسبيا والصالح للملاحة، والذي يربطها ببحر الشمال. يرتبط اسم مدينة هامبورغ بأكبر ميناء في ألمانيا حيث تبعد المدينة 120 كلم عن بحر الشمال ويعمل في ذلك الميناء الضخم أكثر من 80,000 عامل مما يجعل من هذه المدينة أهم موقع اقتصادي في ألمانيا.
الولاية تُغطي مساحة 750 كيلومتر مربع؛ عدد سكانها 1,8 مليون نسمة، إلى جانب 750,000 يعيشون بالمناطق المحيطة بالمدينة. منطقة هامبورغ الكبرى تضم أيضاً مقاطعات من الولايات المحاذية لهامبورغ: شليسفيغ هولشتاين وسكسونيا السفلى وتُغطي بذلك مساحة 18 ألف كيلومتر مربع وعدد سكان يُناهز الأربعة ملايين نسمة. تشتهر المدينة بظاهرتين؛ الأولى هي سوق السمك العملاقة التي تقام صباح كل أحد على ضفاف نهر إلبه، وسكان هامبورغ يؤكدون أن مبيعات هذا اليوم لا تقل عن 100 طن من السمك، وأرباحه تتجاوز عشرة ملايين يورو، والثانية هي الحفلات المفتوحة في مساء اليوم نفسه في شارع ريبربان، ويذهب إليها أكثر من 100 ألف شخص.
كانت هامبورغ أكثر المدن تضرراً بعد برلين أثناء الحرب العالمية الثانية وخاصة منطقة الميناء، يوجد في هامبورغ حوالي 600 متنزه و 2,500 جسر وتحوي المدينة الكثير من المحلات لبيع السجاد الفارسي وخاصة في منطقة الميناء، ويعتبر البعض كميات السجاد الفارسي في هامبورغ الأكثر عالمياً بعد إيران.
يوجد بهامبورغ حوالي 90 قنصلية أجنبية، لتكون بذلك ثالث أكثر مدن العالم احتواء على القنصليات بعد نيويورك وهونغ كونغ.

## التاريخ

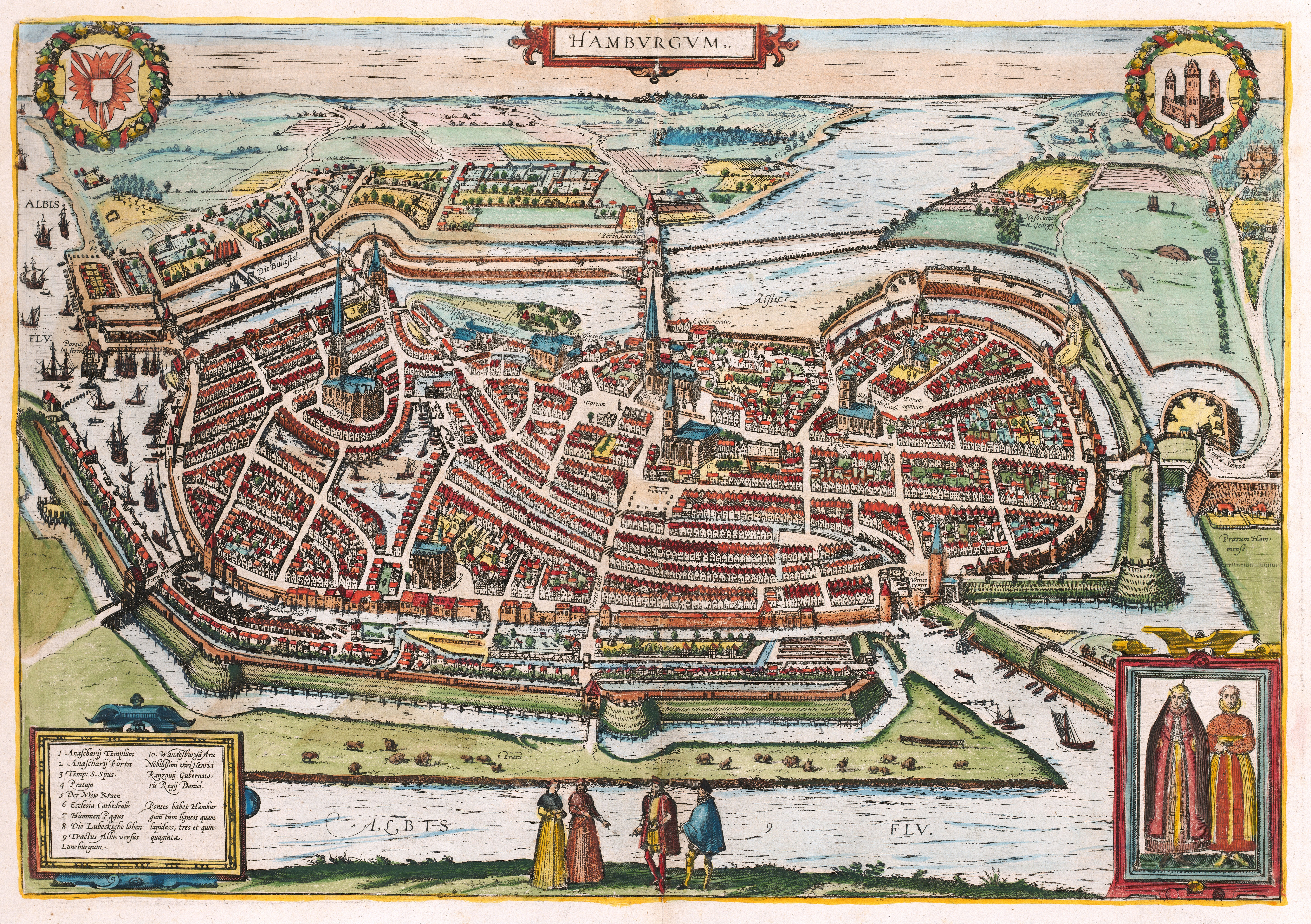
خريطة قديمة للمدينة يعود تاريخها لما بين 1572 و1618

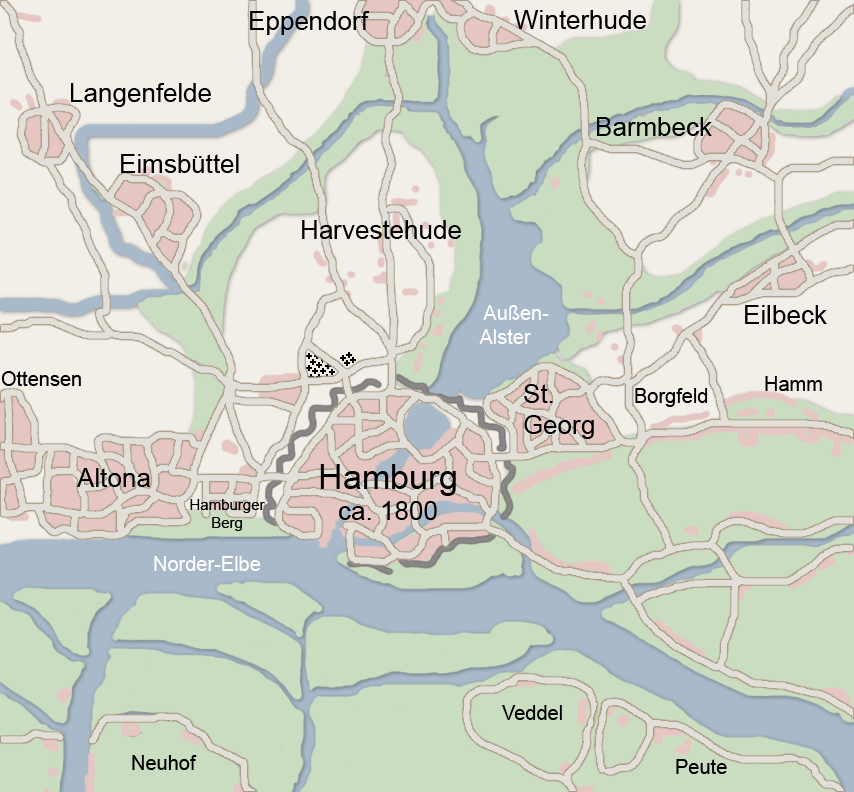
1800

أخذت المدينة اسمها من أول مبنى وجد في تلك المنطقة. وهو قلعة أمر ببنائها الإمبراطور شارلمان في عام 808. بُنيت القلعة على أرض صخرية بين نهر الألستر ونهر الإلبه لأسباب دفاعية.
تم تدمير المدينة واحتلالها أكثر من مرة. في عام 845، تم تدميرها من قبل أسطول من 600 سفينة تابعة للفايكنغ بعد أن عبروا نهر الإلبه وكانت في ذلك الوقت تضم المدينة حوالي 500 ساكن. في عام 1030 تم إحراق المدينة من قبل ملك بولندا MIESZKO LAMBERT الثاني. وفي عامي 1201 و 1214 احتلها ملك الدنمارك فالديمار الثاني. الموت الأسود قتل ما يناهز 60% من سكان هامبورغ في عام 1350. وقد شبّت الكثير من الحرائق الكبيرة في هامبورغ أهمها بين السنوات 1284 و 1842. في عام 1842 دمّر الحريق العظيم ربع المدينة الداخلية، وقد بدأ هذا الحريق في ليلة الرابع من مايو/ أيار وبقي حتى الثامن منه. وقد دمّر هذا الحريق 3 كنائس ومبنى البلدية، وأبنية أخرى كثيرة. وقتل 51 شخص وتسبب في تشريد 20 ألف شخص. أخذ إعادة الإعمار حوالي 40 سنة. كما استولى على هامبورغ أيضاً نابليون الأول من عام 1810 إلى عام 1814 إلى القوات الروسية بقيادة الجنرال بينيغسين حررت المدينة عام 1814.
تعود أول المستوطنات البشرية في منطقة هامبورغ إلى القرن السابع الميلادي. تأسست المدينة الهانزية الحرة هامبورغ سنة 811 تحت اسم هامابورغ ومنذ القرن 12 وعبوراً بالقرون الوسطى تطورت المدينة وأصبحت هامبورغ من الأعضاء الأوائل لأقوى اتحاد تجاري وهو ما يعرف باتحاد الهانزا. في عام 1321 أصبحت هامبورغ عضواً في اتحاد الهانزا وفي عام 1618 أصبحت إحدى مدن الإمبراطورية الألمانية الحرة. في عام 1815 ضمن مؤتمر فيينا حق سيادة هامبورغ ضمن الاتحاد الألماني. أعيدت تسمية المدينة إلى «مدينة هامبورغ الهانزية الحرة» عام 1819. اندلع حريق كبير عام 1842 أتى على حوالي ثلث مباني المدينة. دخلت هامبورغ الاتحاد الألماني الشمالي عام 1867. تم تأسيس مدينة التخزين (Speicherstadt) فيها عام 1888، التي كان الهدف منها عمل منطقة حرة خارج حدود المدينة، وفي نفس العام دخلت هامبورغ في الاتحاد الجمركي للإمبراطورية الألمانية.

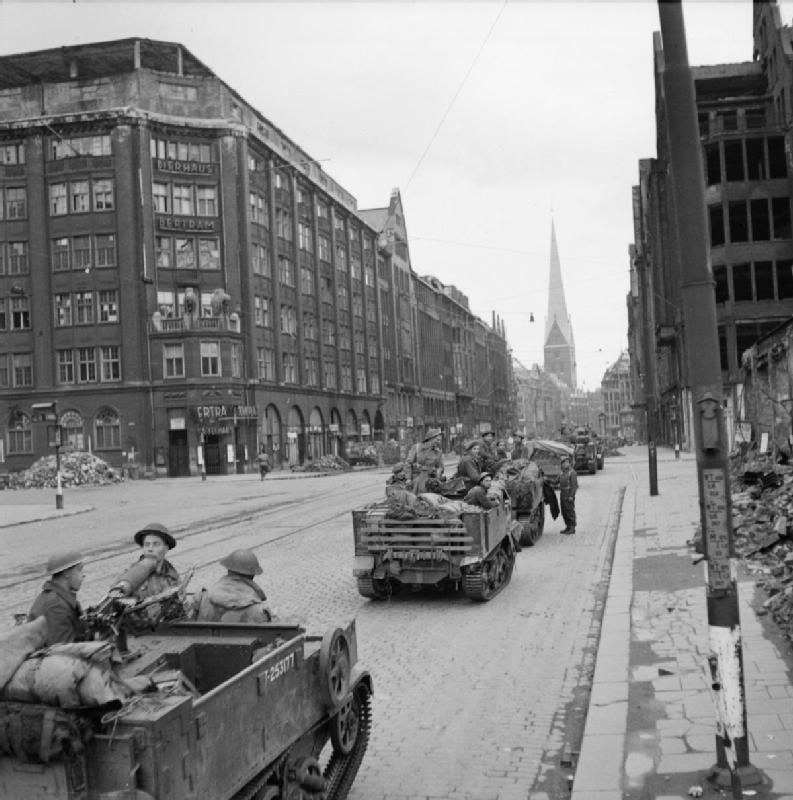
دخول قوات الحلفاء إبان الحرب العالمية الثانية إلى شارع مونكيبيرغ في وسط المدينة عام 1945

نمت المدينة بسرعة وأصبحت أهم مدينة ألمانية في الشمال، كما أصبحت أحد أكبر مدن شمال أوروبا، حيث تعدى عدد سكانها عام 1913 على سبيل المثال حاجز المليون نسمة. أثناء الحرب العالمية الأولى خسرت المدينة حوالي 40 ألف من أبنائها. عند وصول النازيين للحكم عام 1933، تم توحيد المناطق المحيطة هاربورغ وألتونا وفانديسبك و 28 بلدية أخرى بهامبورغ عام 1937 لتشكل «منطقة هامبورغ الكبرى». ركّزت قوات الحلفاء في الحرب العالمية الثانية على هامبورغ لكونها مدينة صناعية تجارية هامة وموطن آلاف الأيدي العاملة، دمّرت إبانها حوالي 80% من أبنية المدينة، كما سقط حوالي 55 ألف من أبنائها. اعتبرت ثاني أكثر مدن ألمانيا تضرراً من الحرب بعد العاصمة برلين.
فيضان عام 1962 الشهير دمّر 1700 مسكن وقتل 315 من سكان المدينة. بلغ سكان هامبورغ عام 1964 1.9 مليون نسمة. سيطر الحزب الديمقراطي الاجتماعي الألماني على مجريات الحياة السياسية في المدينة منذ نهاية الحرب إلى عام 2001، حيث تم انتخاب الحزب الديمقراطي المسيحي. من الأحداث الأخرى المشهورة في تاريخ المدينة هو احتلالها من قبل الجيش الفرنسي بقيادة نابليون بونابرت من عام 1806 إلى 1814 والقصف العنيف الذي تعرض له المدينة عام 1943 أثناء الحرب العالمية الثانية قتل من جراء ذلك القصف عشرات الآلاف وتم تدمير معظم المدينة. 
ارتبط اسم هامبورغ أيضا بنواة ما عرف بخلية محمد عطا أو خلية هامبورغ وكان لهذه الخلية دور بارز في تغير السياسة العالمية لاحقا حيث انطلقت من شقة صغيرة في منطقة هاربورغ الجنوبية بهامبورغ الخطوط العريضة لعمليات هجمات 11 سبتمبر 2001 حيث عاش محمد عطا مع اثنين من أعضاء القاعدة وهم سعيد بهيجي ورمزي بن الشيبة عام 1998 وأدت هذه الأحداث لاحقا إلى إعلان الحرب على الإرهاب.

## الجغرافيا
هامبورغ هي أكبر مدينة ألمانية من ناحية المساحة وثاني أكبر مدن ألمانيا من حيث عدد السكان بعد العاصمة برلين وأكبر مدينة في شمال أوروبا من حيث عدد السكان أيضا، بدون اعتبار لندن وسانت بيترسبيرغ ضمن شمال أوروبا. حين اعتبارها أحد ولايات ألمانيا الستة عشر، فهي تعد ثاني أصغر ولاية مساحة. تقع هامبورغ في شمال غرب ألمانيا في شمال أوروبا على مقربة من بحر الشمال وبحر البلطيق. يحدها من الشمال ولاية شليسفيغ-هولشتاين (عاصمتها كيل) ومن الجنوب ولاية ساكسونيا السفلى (عاصمتها هانوفر). يتبع هامبورغ جزيرة صغيرة تقع في بحر الشمال، تدعى نويفيرك (Neuwerk). من البلدات والمدن المهمة المجاورة لهامبورغ: فيدل (Wedel) وبينيبرغ (Pinnberg) ونوردرشتيدت (Norderstedt) وآهرينسبورغ (Ahrensburg) وراينبيك (Reinbek) وغيستهاخت (Geesthacht) وفينزن (Winsen) وبوكستيهوده (Buxtehude). تبعد كل من هانوفر حوالي 150 كم وبريمن حوالي 120 كم وكيل حوالي 95 كم عن هامبورغ. بينما تبعد برلين حوالي 300 كم والحدود الدانماركية حوالي 150 كم.

### الطبيعة

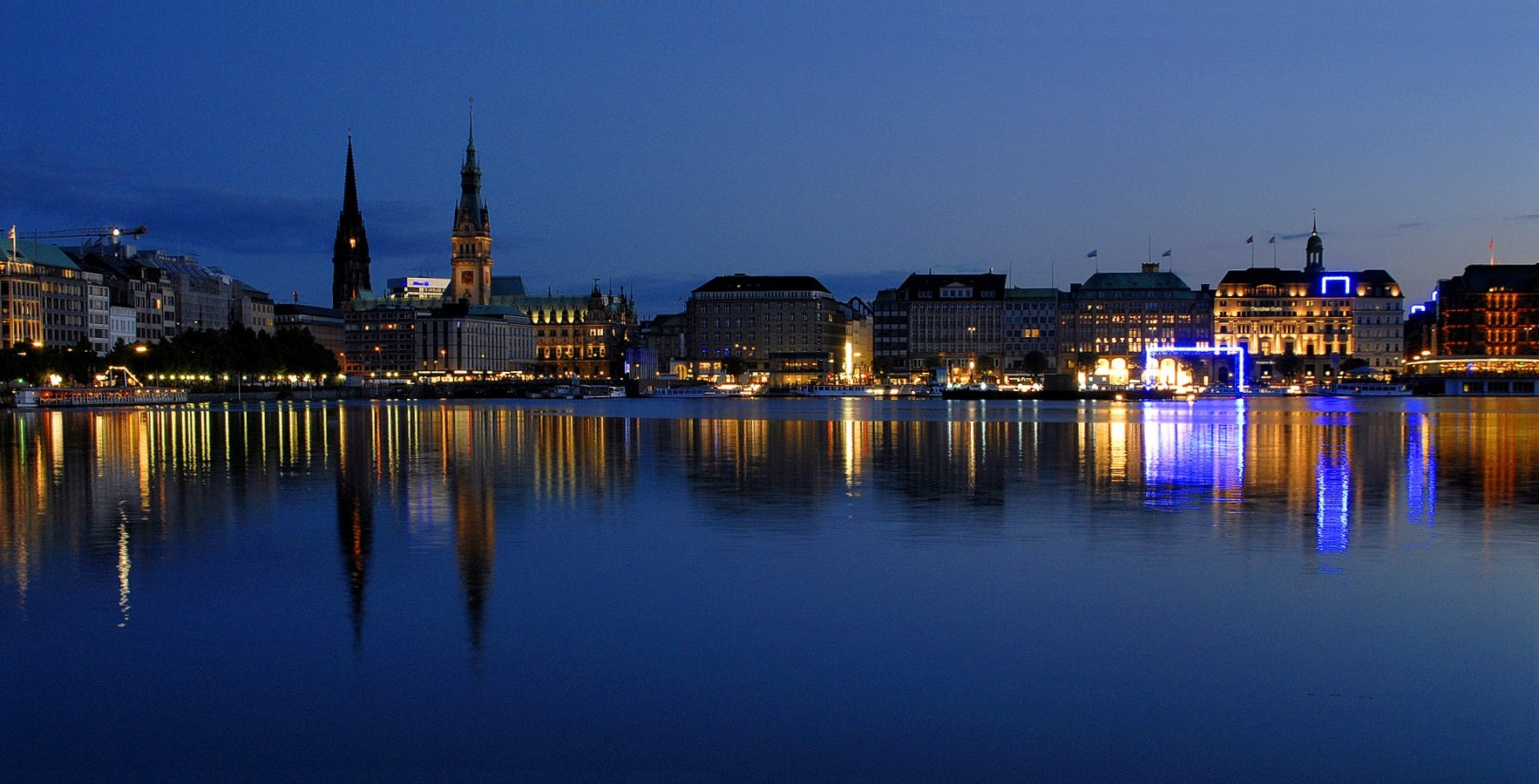
بحيرة الألستر الداخلية في وسط هامبورغ وفي الخلفية يقع كورنيش شارع يونغفيرنشتيغ الشهير

طبيعة هامبورغ محدودة نظراً لصغر مساحتها كولاية. يغلب عليها الطابع السطحي مع كثرة القنوات المائية والبحيرات. أعلى ارتفاع فيها يبلغ حوالي 116 متر فوق سطح البحر. يمر فيها عدة أنهر أهمها: ألستر وبيله وإلبه. ينقسم نهر الإلبه إلى فرعين اثنين واحد شمالي (Norderelbe) وواحد جنوبي (Unterelbe) قبل اختراقه لهامبورغ، جاعلا من منطقة فيلهيلمسبورغ (Wilhelmsburg) جزيرة تتوسط المدينة، ولكن قبل أن يغادر هامبورغ يتوحد فرعيه مجددا، ليصب في النهاية على بعد 110 كم في بحر الشمال. توجد موانئ عبارات وسفن ركاب وأرصفة للنقل النهري الداخلي ومنطقة تجارية حرة وأحياء تجارية ومناطق استجمام على الضفة الشمالية لنهر الإلبة في هامبورغ، بينما تتواجد معظم أجزاء ميناء هامبورغ على الضفة الجنوبية للنهر. ترتبط الضفتان ببعض من خلال جسور ونفقي الإلبة: نفق الإلبه الجديد ونفق الإلبه القديم. تم بناء الأخير في أوائل القرن العشرين وما زال قيد الاستعمال على نطاق ضيق لحد الآن. طبيعة الأرض المحيطة بالنهر هي سطحية ذو تربة رطبة. عانت هامبورغ على مر التاريخ من الفياضانات التي كان سببها دائما ارتفاع منسوب المياه في نهر الإلبه، تارة بسبب الأمطار وذوبان الثلوج في المناطق التي يمر فيها النهر قبل مجيئه إلى هامبورغ من ناحية الشرق وتارة بسبب الأمطار وارتفاع منسوب المياه في بحر الشمال من ناحية الغرب. على مدى العقود الفائتة، تم بناء تلال وتحصينات وتفريعات صناعية لتفادي حصول فياضانات. كان آخر مرة يفيض بها النهر بشكل خطير في عام 1962 حين انهارت تحصينات النهر مما أدى إلى غرق أحياء عدة من هامبورغ بشكل شبه كامل ومقتل حوالي 300 شخص وفرار عشرات الألوف من ديارهم. نهر الألستر هو نهر قصير ينبع ويصب في مركز هامبورغ. يشكل عند مصبه بحيرة صغيرة سميت على اسمه بحيرة الألستر بقسميها: البحيرة الخارجية والبحيرة الداخلية. تم إيصال العديد من القنوات المائية للبحيرة للمحافظة على منسوب المياه فيها، حيث أن لها معنى تاريخي واقتصادي وجمالي مهم بالنسبة للمدينة. هامبورغ تحتوي على أكبر عدد من الجسور في مدينة أوروبية. ذلك يرجع لكثرة القنوات المائية والترع، حيث يقدر عدد الجسور بحوالي 2500 جسر، من جسور مشاة إلى جسور سيارات وقطارات وغيره. هذا العدد من الجسور يفوق عدد جسور مدن أمستردام (حوالي 1200 جسر) وفينيسيا (حوالي 400 جسر) ولندن مجتمعة. لذلك تدعى هامبورغ أحيانا ب«فينسيا الشمال».

### التقسيم الإداري

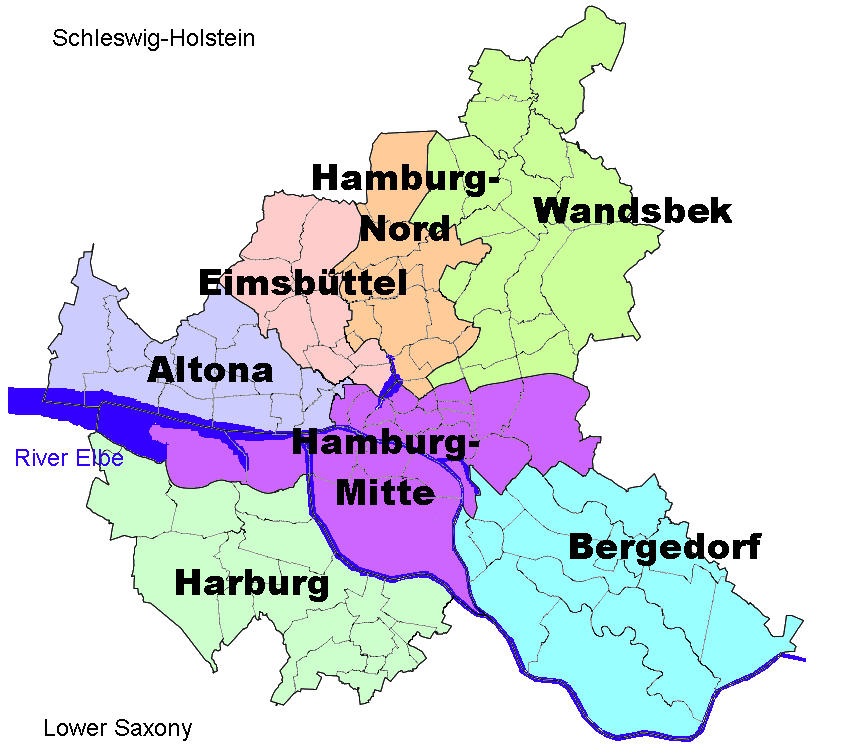
خريطة هامبورغ تظهر تقسيماتها الإدارية السبعة ومجرى نهر الإلبه من الشرق إلى الغرب

حدود المدينة الحالية وتقسيماتها الإدارية يرجع تاريخها إلى الأول من نيسان/أبريل 1937 حين قامت الحكومة الألمانية المركزية (آنذاك تحت الحكم النازي) بسن «قانون هامبورغ الكبرى» الذي نصَّ على توحيد المناطق المتاخمة لهامبورغ تحت إدارة مركزية واحدة، جاعلة منها بلدية كبرى. كانت أهم البلدات التي تم ضمها لهامبورغ هي ألتونا، فاندسبك وهاربورغ. اليوم تشكل هذه الأحياء أحد أقسام هامبورغ الإدارية السبعة. لم يتم استرجاع هذا الأمر بعد زوال الحكم النازي، ذلك لأن هذا التوحيد الإداري أثبت فعاليته. الولاية (المدينة) مُقسمة إدارياً إلى سبعة مناطق:
1. هامبورغ المركز (Hamburg-Mitte)
2. ألتونا (Altona)
3. أيمسبوتل (Eimsbüttel)
4. شمال هامبورغ (Hamburg-Nord)
5. فاندسبك (Wandsbek)
6. بيرغيدورف (Bergedorf)
7. هاربورغ (Harburg)

### المناخ
بسبب قربها من البحر، فإن مناخ هامبورغ معتدل صيفا وشتاء. يعد شهر يوليو أكثر شهور السنة حرارة، بمعدل درجة حرارة يناهز ال 17 درجة مئوية. كما يعتبر شهر يناير أكثر الأشهر برودة، بمعدل 1.3 درجة مئوية. تشهد هامبورغ أياما حارة، تتعدى درجة الحرارة فيها حاجز ال 30 درجة مئوية. كما لوحظ ارتفاع درجات الحرارة بشكل غير مألوف في السنين الأخيرة حيث سجلت في 20 يوليو 2006 على سبيل المثال أعلى درجة حرارة تشهدها المدينة في التاريخ الحديث، بلغت حينها 38.5 درجة مئوية. يعلل خبراء الأرصاد الجوية ذلك إلى التغيير المناخي العالمي في السنوات الأخيرة. تكثر العواصف الرعدية عند ارتفاع درجات الحرارة وتهطل الأمطار حينها بشكل كثيف ومفاجئ. تهطل الثلوج بين الحين والآخر في فصول الشتاء ولكن ليس بكميات كبيرة كما في عموم ألمانيا. تهطل الأمطار في جميع فصول السنة بمعدل 774 مم سنويا، كما يعم الضباب ما معدله 52 يوما سنويا. نسبة الرطوبة مرتفعة نسبيا صيفا وشتاء. أفضل وقت لزيارة المدينة هو فصل الربيع وبداية فصل الصيف.

## معالم المدينة

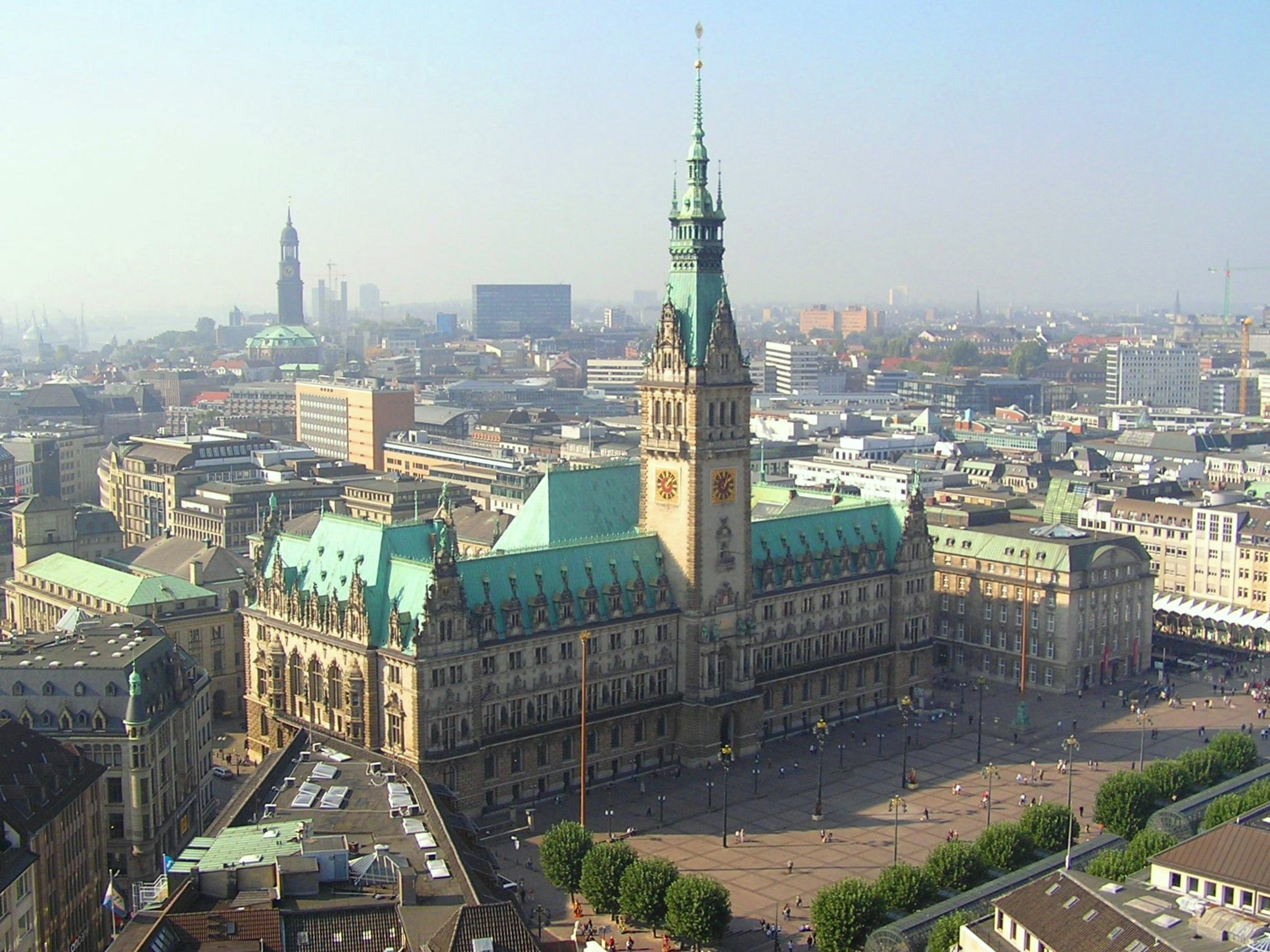
مبنى بلدية هامبورغ، الذي يعود تاريخ بنائه للعام 1897 هو مقر برلمان وحكومة ولاية هامبورغ.
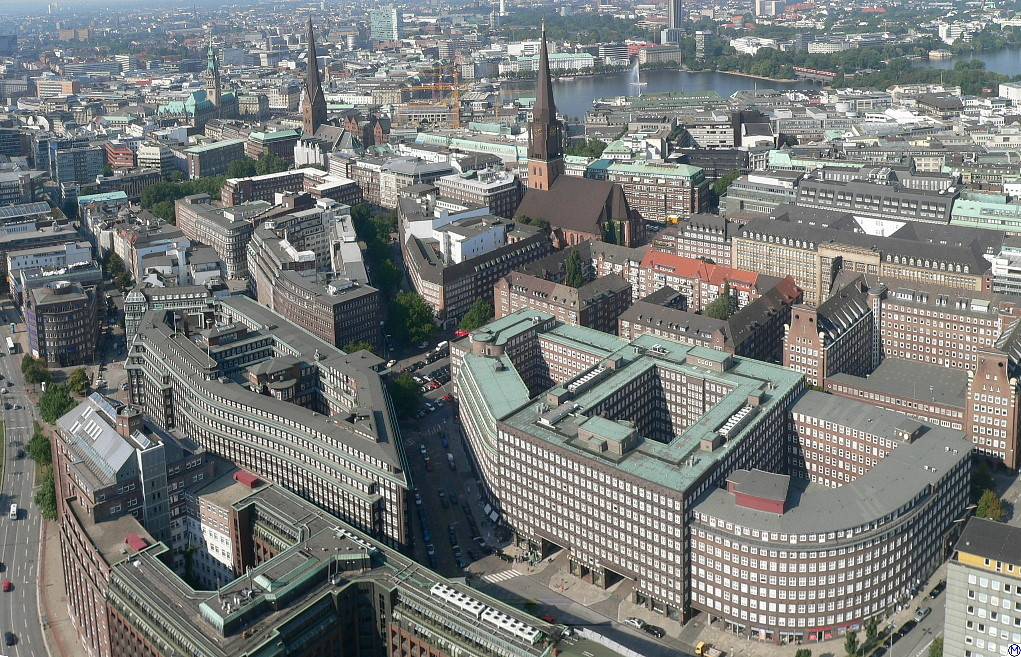
مركز المدينة وفي الخلفية تظهر بحيرة الألستر الداخلية وعلى يسارها مبنى بلدية هامبورغ.
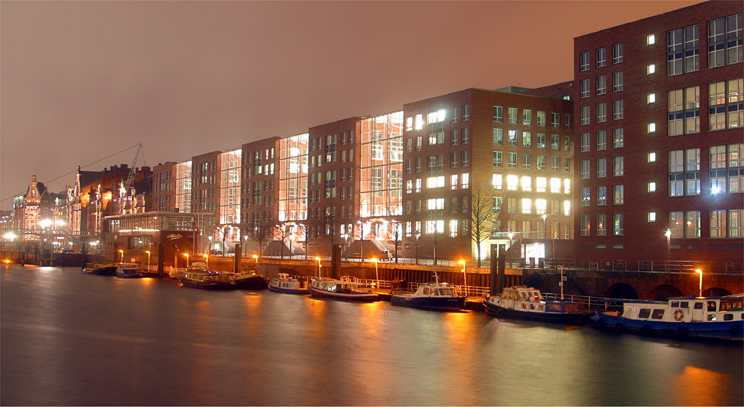
المنطقة الحرة مدينة التخزين ليلا.
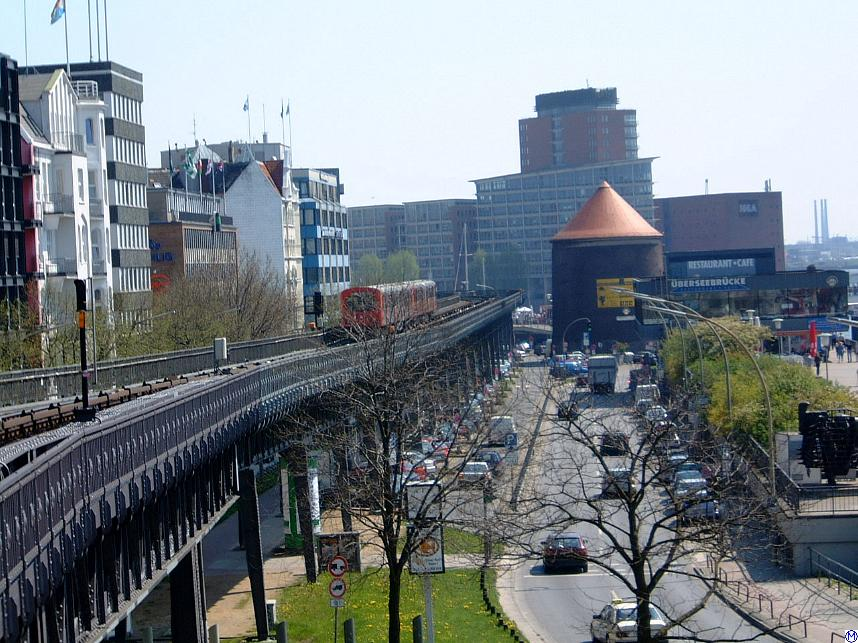
خط المترو "أو 3" يمر بمحاذاة نهر الإلبه مطلا على منطقة الميناء ومدينة التخزين.
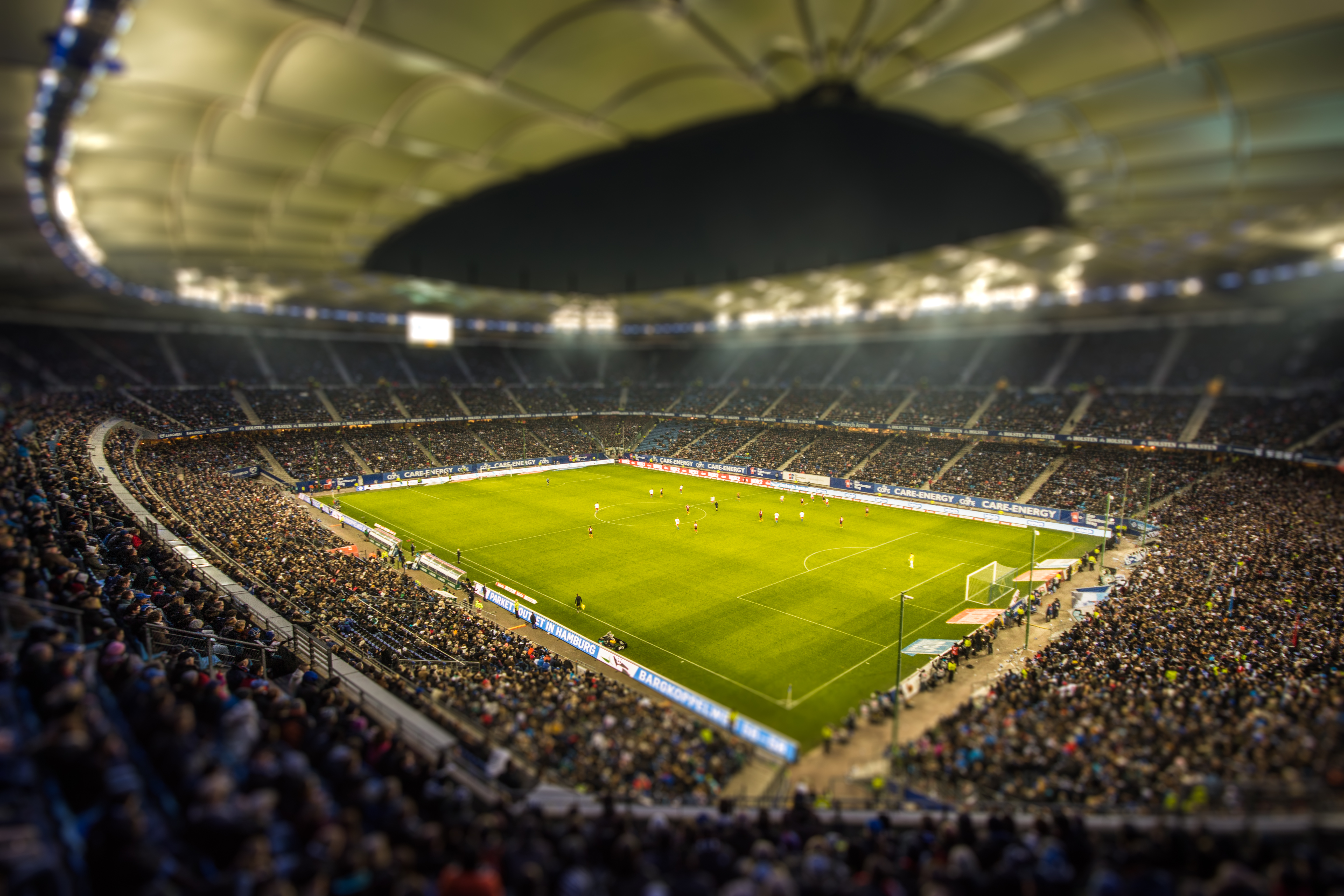
ملعب ملعب فولكسبارك يتسع لحوالي 57 ألف متفرج، كان أحد استادات كأس العالم لكرة القدم 2006
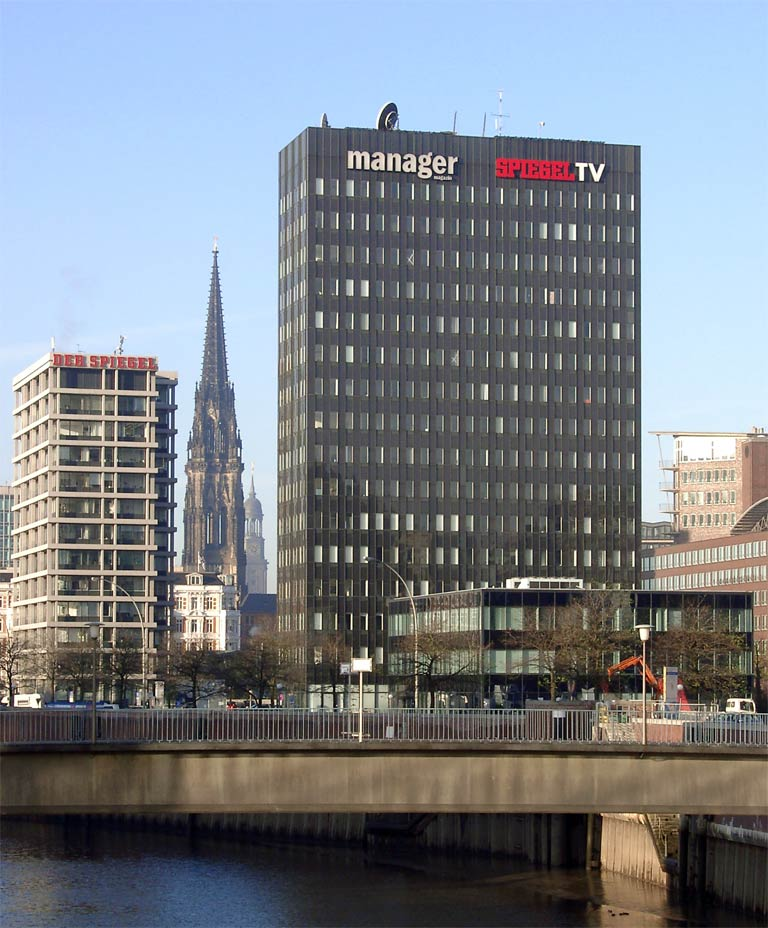
مبنى مجلة دير شبيغل، المجلة المصورة الأكثر مبيعا على مستوى أوروبا.
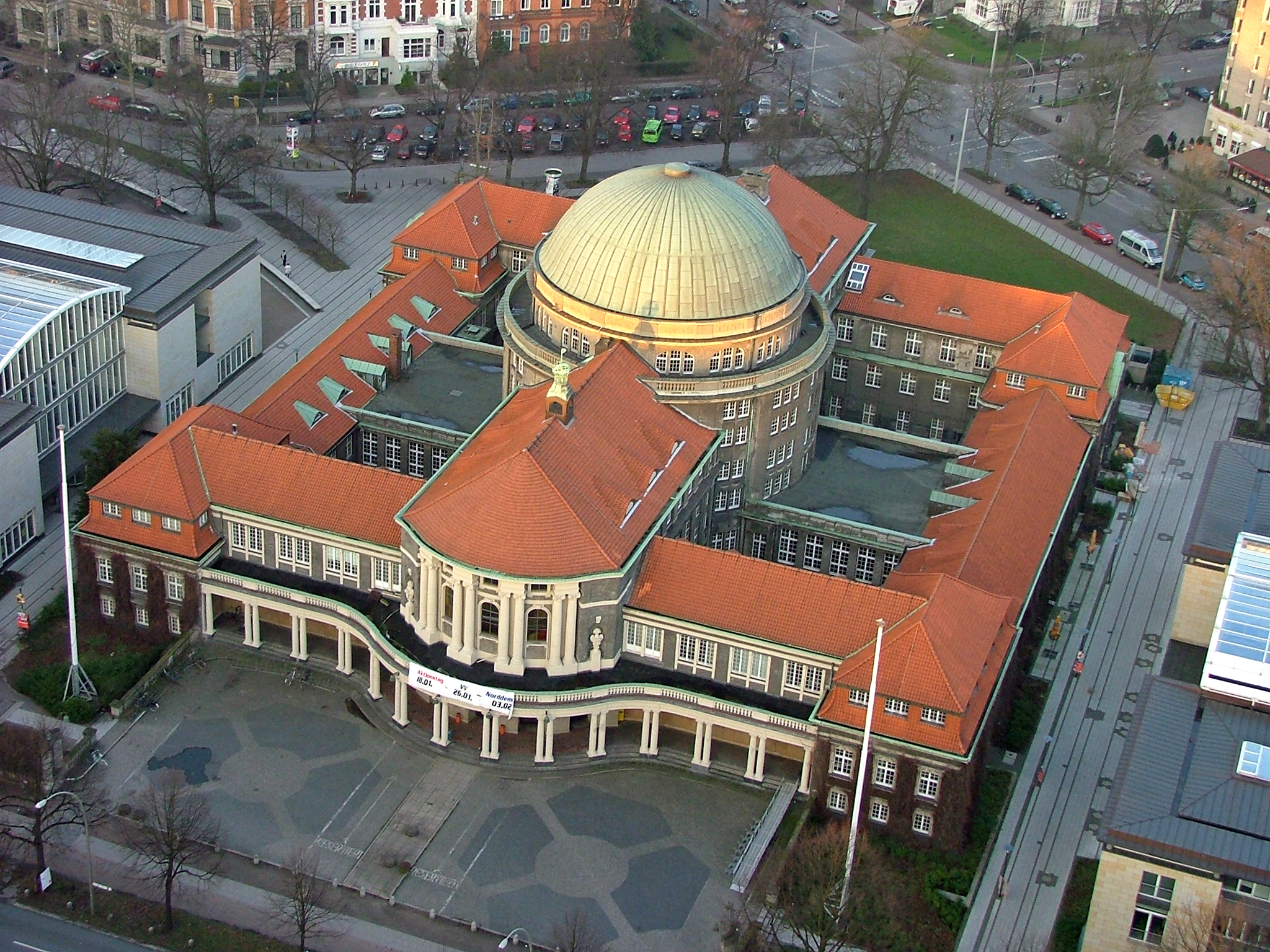
المبنى الرئيسي لجامعة هامبورغ.

من أهم معالم المدينة بناية البلدية وتحتوى على 647 غرفة. يوجد في هامبورغ أكبر ميناء بحري ألماني يتسع لرسو 315 سفينة وعند وصول وإقلاع كل باخرة يرفع علم البلد المعني ويسمع نشيده الوطني. حازت حديقة الحيوانات «هاغنبيك تيربارك» فيها (Hagenbecks Tierpark)التي تم إنشاؤها عام 1848 على شهرة عالمية. تعود ملكيتها لعائلة من هامبورغ. تعد هذه الحديقة أحد أكبر حدائق الحيوان الخاصة في العالم. ومن المعالم الهامة في هامبور غ مدينة التخزين (Speicherstadt) التي تم بناؤها في آخر القرن التاسع عشر لتخزين البضائع القادمة من العالم من حبوب وقهوة وسكر وشاي وأصواف وسجاد شرقي وغيره. :
- محطة قطارات هامبورغ الرئيسية (Hamburger Hauptbahnhof)
- مبنى البلدية (Rathaus)
- شارع مونكيبيرغ (Mönckebergstrasse)
- كنيسة القديس نيقولا (Nikolaikirche)
- كنيسة القديس ميخائيل (Michaeliskirche)
- مدينة التخزين (Speicherstadt)
- ميناء هامبورغ (Hamburger Hafen)
- ريبربان (Reeperbahn)
- بحيرة الألستر (Alster)
- شارع يونغفيرنشتيغ (Jungfernstieg)
- حديقة بلانتن وبلومن (Planten un Blomen)
- برج هامبورغ التلفزيوني (Fernsehturm)

### العمارة
تتميز هامبورغ بأبنيتها ذات الهندسة المعمارية المميزة والمتعددة الأساليب. هناك القليل فقط من ناطحات السحاب. ومن أشهر المعالم المعمارية: كنسية سان نيكولاس وهي المبنى الأطول في العالم في القرن التاسع عشر . يوجد الكثير من الكنائس في هامبورغ أمثال: كنيسة ساينت مايكل- مار ميخايل، كنيسة ساينت بيتر –مار بطرس، كنيسة ساينت جاكوبي –مار يعقوب، وكنيسة ساينت كاثرين المغطاة بصفائح من النحاس.
هناك الكثير من القنوات التي يمكن قطعها من خلال الجسور الكثير والتي يبلغ عددها ال 2300 جسر وهو ما يفوق عدد جسور أمستردام وفينيسيا مجتمعين. يوجد في داخل مدينة هامبورغ جسور يفوق عددها عدد الجسور في أي مجينة في العالم.
مبنى التاون هول يعود بناؤه إلى ال 1897 وهو مصمم على طراز عصر النهضة. يبلغ طول البرج 112 مترا وطول واجهته 111 مترا وعليه رسم لإمبراطورات الإمبراطورية الومانية المقدسة حيث أن مدينة هامبورغ كانت ذات سيادة الإمبراطور. هناك أيضا مبنى الشيلهاوس Chilehaus وهو مبنى مكاتب من حجر القرميد تم بناؤه عام 1922 وصممه المهندس فريتز هوغير Fritz Hoger.
هافن سيتي، ستصبح بحلول عام 2010 تتسع ليسكنها حوالي 10 آلاف شخص و 15 ألف عامل؟ وبدأ التخطيط الطموح والهندسة تظهر على معالم هذه المدينة شيئا فشيئا وقد بدأ العمل على تطويرها عام 2008. في نهاية عام 2010 ستشهد باحة الفيلهارمونيكا Philharmonic Hall أول حفل في مبنى من تصميم الشركة السويسرية Herzog & de Meuron على قمة أحد المخازن القديمة.
هامبورغ مدينة خضراء بفضل الحدائق والمنتزهات المنتشرة على كافة أراضيها. أكبر المنتزهات في هامبورغ: الستادت بارد Stadtpark، وهو المنتزه المركزي للهامبرورغ وفيه برج مائي ضخم وأكبر نموذج يمثل النظام الشمسي فب أوروبا كلها. المنتزه والمباني التابعة له من تصميم فريتز شوماخر وقد بُني في السنوات الأولى من القرن التاسع عشر.

### البلدات
تتألف هامبورغ من 7 بلدات وتنقسم إلى 105 أحياء. منذ عام 2008 بدأ تنظيم المناطق يخضع إلى دستور هامبورغ وقوانينها. معظم الأحياء والبلدات كانت في السابق قرى ومدن مستقلة ضمت لاحقا إلى هامبورغ. وآخر ضم كان لمدينة ألتونا وهاربورغ وڤاندسبيك في عام 1937 ألتونا, هاربورغ , واندبيك.

## الثقافة والحياة المعاصرة
تمثل هامبورغ مركزا لثقافة شمال ألمانيا. ثراء الحياة الثقافية فيها يرتكز على عدد من الجامعات والمعاهد العليا ومراكز الأبحاث وعشرات دور النشر والمسارح والمتاحف والمكتبات. تشتهر منطقة «سانت باولي» القريبة من الميناء على مستوى ألمانيا حيث تكثر فيها المسارح والحانات والمراقص والتي يقصدها السياح من مختلف أنحاء البلاد. مع أن لمنطقة هامبورغ لهجتها الخاصة تدعى الألمانية السفلى أو بلات دويتش (Plattdeutsch)، التي يصنفها البعض بأنها لغة منفصلة عن الألمانية، قريبة من اللغات الدانماركية والفريزية (تحكى في أقصى شمال غرب ألمانيا) والهولندية، إلا أن تأثير هذه اللهجة تراجع بعد الحرب العالمية الثانية، حيث اختلط سكان هامبورغ الأصليين بالمهجرين والنازحين وأضحى سكان المدينة يتكلمون أكثر فأكثر لهجة قريبة من اللهجة الألمانية الفصحى.
على عكس المدن الألمانية الكبرى، فإن الفضل لاستمرارية الحياة الثقافية على مر العصور في هامبورغ يعود بشكل أساسي لسكانها وليس لأمير أو حاكم معين. فقد كانت الكثير من الصروح الثقافية ملك لأشخاص، قاموا بإنشائها على نفقتهم الخاصة. يوجد في المدينة دار الأوبرا و 3 مسارح حكومية ضخمة ونحو 25 مسرحاً خاصاً و 10 معاهد عالية ونحو 40 متحف وكذلك مجموعات الأعمال الفنية رفيعة المستوى التي تضمها قاعة الفنون تساهم في منح المدينة طابعاً ثقافياً مميزاً.
من المقرر أن يبدأ تنفيذ مشروع مبنى القاعة الفيلهارمونية للموسيقى الكلاسيكية من قبل شركة هندسية سويسرية وستكون مصممة من الزجاج والفولاذ فوق مستودع الكاكاو القديم في المرفأ على ضفاف نهر البه وتقدر كلفة المشروع 186 مليون يورو تتكفل بلدية هامبورغ بنحو 77 منها. أما المبلغ الباقي فسيتم تأمينه عن طريق المستثمرين والهبات. ويرجح افتتاح القاعة المذكور عام 2009.
توفر هامبورغ أكثر من 40 مسرحا و 60 متحفا و 100 موقع ونادي موسيقي. في عام 2005 أكثر من 18 مليون شخص زاروا معراض ومسارح ومتاحف ودور عرض سينمائية وغيرها من الفعاليات الثقافية. أكثر من 8552 شركة مرتبطة بشكل من الأشكال بالثقافة أما في مجال الموسيقى أو التمثيل أم الأدب. ويوجد 5 شركات في قطاع الإبداع لكل ألف شخص بينما يوجد في برلين 3 شركات لكل ألف شخص.

### المسارح
يعتبر مسرح ال Deutsches Schauspielhaus وال Thalia Theater وال Kampnagel من أشهر المسارح المعروفة في ألمانيا وفي العالم. تأسس المسرح الإنكليزي عام 1976 وهو أول مسرح محترف ناطق باللغة الإنكليزية حيث يعمل في طاقمه ممثلون لغتهم الإنكليزية هي اللغة الأم.
تعود التقاليد الثقافية في هامبورغ إلى العصور الوسطى. فقد ترك الشعراء مثل كلوبشتوك وليسينغ وهاينريش هاينا، وكذلك مؤلفو الموسيقى المشهورون عالمياً كهيندل ومالر، آثارهم في تاريخ ثقافة هامبورغ الطويل. ودخل غوستاف غروندغينس في تاريخ المسرح حينما كتب مسرحية فاوست الأسطورية، واحتفلت فرقة البيتلز في نادي «ستار كلاب» ببداية نجاحهم.
كل شيء معقول على مسارح هامبورغ! فهناك مسرح الارتجال ورقص باليه «جون نويماير»، بالإضافة إلى ثلاثة دور للمسرح منها شتاتس أوبر هامبورغ التي تأسست عام 1678 ودويتشه شاوشبيل هاوس وتاليا تياتر. أكثر من 50 متحفاً و 313 مسرحاً، إلى جانب المسارح الموسيقية والفاريتيه ومسارح الفنون الصغيرة، تجذب الجمهور ببرامج ثقافية متنوعة.
وتعتبر هامبورغ بعد نيويورك ولندن ثالث أكبر مدينة لعروض المسرحيات الغنائية الموسيقية (الميوزيكال) في العالم. فقد دامت عروض «كاتس» مدة 15 عاماً وهو العرض الأطول مدة في ألمانيا. وهناك تتمة لهذا النجاح بإنتاج عرض «كونيغ دير لوفن»، أي الملك الأسد، لشركة والت ديزني أو«ديرتي دانسينغ».

### المتاحف
يقع ال Art Gallery and Gallery of Contemporary Arts قرب المحطة المركزية. في عام 2008 افتتح Internationales Maritimes Museum Hamburg في منطقة «هافين سيتي».
بينما يذكر متحف BallinStadt Emigration City بالهجرة الضخمة للمهاجرين الأوروبيين من هذه الباحات التي كانت مزدحمة بين عامي 1850 و 1939 إلى أمريكا الشمالية والجنوبية. يمكن لهؤلاء الأشخاص البحث القابعون خلف البحار أن يبحثوا في بنك المعلومات عن أقاربهم من خلال هذا المتحف.

### الموسيقى
هامبورغ ستايت أوبرا Hamburg State Opera من أهم بيوت الأوبرا الموجودة في ألمانيا. الأوركسترا التي تعوف فيها هي Philharmoniker Hamburg. ويجد في هامبورغ أوركسترا أخرى هي North German Radio Symphony Orchestra. أهم موقع لإقامة الاحتفالات هو Laeiszhalle Musikhalle Hamburg.
منذ أن قدمت فرقة ال cats الألمانية عرضها عام 1985، وهناك دائما عروضا موسيقية تجري في هذه المدينة. ومن أشهر هذه العروض Phantom of the Opera, The Lion King, Dirty Dancing. وتعود كثافة هذه العروض التي تعتبر الأعلى في ألمانيا إلى شركة الإنتاج الموسيقية الرائدة الموجودة في هامبورغ Stage Entertainment. إحدى المسارح الموسيقية في هامبورغ تكون في خيمة ضخمة منصوبة في المرفأ ويأتي الزوار إليها بالمراكب أو وعبر نفق الألب القديم التاريخي.
تتنوع الموسيقى في هامبورغ بين الموسيقى الكلاسيكية والهيب هوب والHeavy Metal والترانس.
هامبورغ هي مدينة شعبية جدا تروق للمؤلفين الكلاسيكيين المعاصريين. عاش المؤلف gyorgy ligeti الذي ألّف موسيقى أفلام المخرم ستانلي كيوبريك أكثر من 30 سنة في هامبورغ وعلم في أكاديمية الموسيقى فيها. المؤلف الموسيقي الروسي الألماني Alfred schnittke أيضا عاش في هامبورغ وعلم فيها وتوفي فيها.
تعتبر ألمانيا موطن عروض الهيب هوب مثل ال funf sterne deluxe , Samy Deluxe, Fettes Brot. ويجمع المشهد الموسيقي أيضا موسيقى البانك والألتيرناتيف. تشتهر هامبورغ أيضا لنوع خاص من الموسيقى تسمى الHamburg School وهو مصطلح يطلق على فرق كفرقة ال Tocotronic , Blumfeld , Tomte.
كانت مدينة هامبورغ مركزا أساسيا لموسيقى الهارد ميتال في العالم في الثمانينات. الكثير من الفرق انطلقت من هامبورغ أمثال: Helloween, Running Wild و Grave Digger. تأثير هذه الفرق كان قويا واسس لنوع آخر موسيقى الميتال.
أيضا هامبورغ كانت مركزا أساسيا لموسيقى الترانس ولأسماء مثل ال Spirit Zone , Mushroom Magazine، وهي مجلة موسيقى الترانس الأكثر شهرة في العالم والأقدم.

### السياحة
كما ذكر في تقرير مكتب إحصاء هامبورغ وشليزفغ-هولشتاين  فإن عدد الليالي التي قضاها السياح في فنادق هامبورغ عام 2004 بلغت 5.91 مليون ليلة منها حوالي 1.2 مليون ليلة لغير الألمان. حسب التقرير فإن هامبورغ تأتي بهذه النتيجة في المرتبة الخامسة على مستوى ألمانيا بعد برلين وميونخ وفرانكفورت وكولونيا بالتوالي. يعلل البعض ذلك إلى موقع هامبورغ الواقع في الشمال وامتلاك المدن الأخرى وخاصة فرانكفورت وميونخ على مطارات أكثر أهمية واشغالا. تنتعش في هامبورغ الحياة الثقافية وخاصة المسرحية وصناعة السينما. من المهرجانات والاحتفالات المشهورة في المدينة، مهرجان عيد ميلاد الميناء (Hafengeburtstag) الذي يقام سنويا في شهر أيار/مايو ومهرجان الدوم (Dom) الذي يقام ثلاث مرات في السنة لفترة تراوح مدتها الشهر. المهرجان الأخير هو عبارة عن مدينة ملاهي كبيرة مع عروض فنية وألعاب نارية.
تلعب السياحة دورا مميزا في اقتصاد دينة هامبورغ. وفي عام 2007 جذبت هامبورغ أكثر من 3,985,105 زائر في زيادة تعادل 3.7% عن عام 2006.أكثر من 700,000 شخص من أنحاء العالم زاروا هامبورغ في زيارة دامت بمعدل 2.1 يوم. أكثر من 175,000 موظف بدوام كامل ومدخول 9.3 بليون يورو جعلوا من السياحة في هامبورغ عامل أساسي في اقتصاد منطقة هامبورغ. لدى هامبورغ اسرع نمو سياحي في ألمانيا.
منذ عام 2001 إلى عام 2007 زاد معدل الإقامة في المدينة بمعدل 55.2%.
تشمل الزيارة النوذجية لمدينة هامبورغ جولة في ال City Hall وكنيسة St. Michaelis بالإضافة إلى زيارة المستودعات القديمة Speicherstadt ومرفئ Landungsbrücken. يوجد أيضا باصات خاصة تنقل السواح برحلة ميدانية على الأماكن المهمة. وبم ان هامبورغ تملك أحد أكبر المرافئ في العالم، معظم السواح يرغبون في جولة في القارب عبر القناة.
معظم الزوار يقومون برحلات سيرا على الأقدام في المساء حول منطقة Reeperbahn في محيط st.pauli وهي تعتبر أكبر مكان في أوروبا حيث يوجد نوادي ليلية وبارات ونوادي تعرٍ.
في هذه المنطقة تحديدا بدأت فرقة البيتلز مسيرتها المهنية حيث احيوا حفلات لمدة 48 ليلة في «نادي اندرا» و 58 ليلة أخرى في نادي «كايسركيلير» في عام 1960. وفي عام 1961 أحيوا حفلات في «ذا توب تين كلوب» وعام 1962 في «ستار كلوب».
شارع آخر يهواه الزوار وهو مزروع بالمقاهي، ويقع على ضفة نهر «البي» حيث يحلو للبعض إقامة النزهات والباربي كيو.
أشهر حديقة حيوانات هي ال Tierpark Hagenbeck وقد -سسها كارل هاغينبيك عام 1907.
يقصد السواح مدينة هامبروغ لاهتمامات مختلفة ومتنوعة. اما لحضور حفل لمغنيهم المفضل، أو لحضور حدث رياضي أو مؤتمر وفي عام 2005 كان معدل إقامة الزوار ليلتين في هامبورغ. 80% من الزوار يأتون من مناطق مختلفة من ألمانيا والأجانب يأتون من إنجلترا وسويسرا والولايات المتحدة.
النشاطات الترفيهية: تقدم هامبورغ الكثير من النشاطات الترفيهية للكبار وللصغار ومنها ركوب الزوارق في إحدى قنوات نهر الألستر الخلابة أو إطعام الفيلة في حديقة الحيوانات هاغين بيكس أو مراقبة القطارات في بلاد العجائب المصغّر أو الإثارة في هامبورغ دانجون. كل ذلك دون أن يشعر الزائر بالضجر أو الملل وأيضاً فالتسلية مضمونة لجميع أفراد العائلة في المدن الترفيهية العديدة في المناطق القريبة المحيطة بالمدينة.
مينياتور ووندر لاند هامبورغ/بلاد العجائب المصغر: يتولى 35 جهاز كمبيوتر التحكم في 700 قطار، وبأكثر من 200,000 ضوء في المشبه الليلي الفريد من نوعه. هنا تسير السيارات وكأن هناك أشباحاً تقودها، وتتحرك السفن في مياه حقيقية، وتنتشر هنا وهناك أكثر من 200,000 قطعة من التماثيل الصغيرة. كل هذا يجعل العائلة أمام منظر فريد لا تنساه أبدا، حيث يمكن للزائرين ان يشاركوا بشكل كامل في جميع الأحداث عن طريق التحكم ببعض أجزاء الجهاز بأنفسهم.
هامبورغ دانجون: شاهدوا بشكل حي الصفحة المظلمة لتاريخ هامبورغ، حيث ينتظركم خلف الأسوار القديمة لشبايشر شتاد (مدينة المخازن) 1,000 عام من التاريخ. سيقوم الممثلون بارجاعكم إلى الماضي، حيث يحولون الكوارث الفظيعة كالحريق الكبير عام 1842 أو الفيضان المدمر عام 1717، إلى مناظر حيّة أمام أعينكم مرة أخرى.
حديقة الحيوانات هاغين بيكس: مَن من الأطفال لم يتمَن يوماً ان يطعم زرافة أو مشاهدة الفيلة الصغيرة وببغاوات الآرا الطائرة؟ يمكن عمل كل ذلك في حديقة الحيوانات هاغين بيكس! فهنا تعيش القرود والنمور وغيرها من الحيوانات في مرافق كبيرة أنشئت على غرار الحياة الطبيعية للحيوانات. ومن أروع ما تقدمه الحديقة هو مرفق الفيلة الكبير المكشوف. فإطعام الفيلة من قبل الزائرين مرغوب فيه، على ان يقتصر على الفاكهة والخضار.
ومن أحدث المرافق التي تجذب الزوار حوض الأحياء المائية حيث يمكن للزائر الذهاب في رحلات استكشافية والإقدام على دخول: أعماق المياه الاستوائية، والغابات الاستوائية وشبه الاستوائية، والمغاور والكهوف الغامضة.
المدينة الترفيهية هايدا بارك زولتاو: يجد الزائر على بُعد ساعة واحدة بالسيارة جنوب هامبورغ أكبر مدينة ترفيهية في شمال ألمانيا، حيث تحتوي على أكثر من 50 نوعاً من الألعاب والعروض للكبار وللصغار. ولا شك ان الركوب على الأفعوانية (رولر كوستر) الخشبية «كولوس»، أو على «سكريم»، وهو أعلى برج في العالم يهوى إلى الأسفل، يثير الأعصاب عند البعض. ويتوفر للصغار عدد من الدوّارات والملاعب وأماكن خاصة مثل «شارع الأطفال» أو «لاكي لاند». وفي أي حال يجب أن لا تفوت الزائر زيارة العروض الطريفة لحيوان الدلفين أو القراصنة.
حديقة سيرينغيتي بارك: يجد الزائر في حديقة سيرينغيتي بارك هودين هاغين (على بعد 1,5 ساعة جنوب غرب هامبورغ) أكبر محمية سفاري ومحمية للحيوانات البرية في ألمانيا، حيث يجوب فيها أكثر من 1,000 حيوان غريب. ويتمتع الزائر بسفاري إفريقية حقيقية. ففي الكثير من الأحيان تنظر الحيوانات بفضول إلى داخل باص سيرينغيتي أو تتطلع بشغف إلى نوافذ السيارات الخاصة. ويمكن للزائر، وهو في طريق السفاري داخل عالم الحيوانات، مراقبة الزرافات ووحيدي القرن والجمال وغيرها من الحيوانات الكثيرة عن قرب.

### المهرجانات والاحتفالات
الدوم هو أهم احتفال شعبي في هامبورغ، وينظم ثلاث مرات في السنة بساحة هايليغين غايست فيلد. وهذا الاحتفال جزء من عادات وتقاليد مدينة هامبورغ، حيث يوفر أجواء اللعب والتسلية والإثارة، كما يعود بالزائر إلى الماضي. وتم استعمال تعبير دوم منذ أن تجمع تجار وعمال المهن ومشعوذون وحصلوا بعد عراك على حق الدخول إلى مارين دوم عند رداءة الطقس، وذلك منذ عام 1337. وفي آخر القرن 19 انتقل العارضون إلى «موطنهم الجديد» بساحة هايليغين غايست فيلد.

### المطبخ
الأطباق التي تشتهر بها هامبورغ هي Bohnen, Birnen und Speck, Aalsuppe, Bratkartoffeln, Finkenwerder Scholle, Pannfisch, Rote Grütze، وLabskaus
Alsterwasser هو اسم البيرة المضاف إليها الليموناضة. وهذا الاسم نسبة إلى اسم نهر آلستر والبحيرتان المجاورتان له وموطن هذا المشروب هو ميونخ ويسمه هناك ب ال radler. تشتهر هامبورغ أيضا بحلويات ال Franzbrötchen وهي شبيهة من حيث التحضير بحلويات الكورواسان ولكن يضاف إليها القرفة والزبيب والسكر الأسمر.
هناك أنواع كثير من الخبز الاسم المحلي للخبز هو Rundstück ويعني القطعة المستديرة وهو يشبه الخبز الدينيماركي Rundstückeركا اصله من هامبورغ ويسمى Frikadelle وهو عبارة عن قطعة من اللحم مقلية وهي أكبر حجما واسك من الهامبرغر المحضراليوم في اميركا. يرفض سكان هامبورغ وجود أي علاقة بين الهامبرغر والفرايكانيل. انما وفقا لقاموس اكسفورد فإن الهامبورغر هي قطعة لحم مملحة ومقلية وأحيانا مدخنة جائن عرفت في هامبورغ ووصلت إلى اميركا.
أما فيما يخص المأكولات الشهية فهناك الكثير مما تقدمه مدينة هامبورغ. والأكلة الشعبية المعروضة هذه الأيام وهي السمك واللابسكاوس (أكلة البحارة التي تتكون من اللحم والبطاطا والبصل والخيار المخلل والشمندر المهروس) وجلو الفاكهة الأحمر لم تعد كما كانت في الماضي مقتصرة على البحارة. فلقد اعتلى الطعام في هامبورغ مراكز مرموقة، وبالطبع سيجد الزائر أيضاً البيتزا البسيطة وعدداً من المطاعم التي تقدم عادة أطعمة هامبورغ التقليدية. ومن المطاعم الفخمة في هامبورغ مطعم «هيرلين» في فندق فير ياريس تسايتين والمطعمان «لاند هاوس شيرير» و«لويس سي ياكوب» في شارع إلب شوسي. وأحياناً يبدو الموقع والمنظر من النافذة أكثر جاذبية من نجوم الطباخين التي تحدد مراتبهم، حيث استقرت عدة مطاعم وبارات فخمة على طول نهري الإلبا والألستر.
وقد وجد الشباب موطناً لإبداعهم في كلٍ من مجالي التصميم والأطعمة الشهية وبشكل خاص في أحياء كارولينين فيرتل واوتينزن وسانت جورج. فهناك يستمتع الجميع بقضاء الأوقات بين المقاهي والمطاعم ومكاتب الدعاية والإعلان، فيما الرجال كبار السن يلعبون لعبة البودجيا.

### التسوق
سواء كنت تبحث عن البضائع الرخيصة أو مغرماً بالأزياء الفخمة أو كنت من «ضحايا الأزياء» وتبحث عن آخر صرخة فهامبورغ هي المقصد الأول لمن يهوى التسوّق. نويير فال هو العنوان الأفضل لكل من يبحث عن البضائع الفاخرة بالإضافة إلى البوليفارد الفاخر يونغفيرن شتيغ ومبنى التسوّق الضخم «أوروبا باساجه» على مساحة 30,000 م2 الذي تم افتتاحه مؤخراً وشارع مونكيبيرغ ستراسه بالإضافة إلى 14 مركزا للتسوّق داخل المدينة. إن ما تقدمه هذه المدينة من فرص للتسوّق يثير إعجاب الكثير من الذين يهوون السفر بهذا الهدف والذين اعتادوا على ملئ أكياس التسوّق في شوارع فيفث افينيو في نيويورك أو اوكسفود ستريت في لندن. وقد وجد الشباب موطناً لإبداعهم في كلٍ من مجالي التصميم والأطعمة الشهية وبشكل خاص في أحياء كارولينين فيرتل واوتينزن وسانت جورج. فهناك يستمتع الجميع بقضاء الأوقات بين المقاهي والمطاعم ومكاتب الدعاية والإعلان، فيما الرجال كبار السن يلعبون لعبة البودجيا. ويمكن للزائر مشاهدة التنوع في حي إيبيندورف وحول الجامعة. فهناك دور السينما والحانات والمقاهي والمكتبات وأكشاش الخضار ودكاكين بيع النبيذ ومحلات الملابس المستعملة وملابس مصممي الأزياء، بالإضافة إلى وجبات الأكل الخفيفة من جميع أنحاء العالم، فيما تنتشر الطرق المشجرة والبيوت ذات الطراز الفن الحديث. فالذي يرغب بالتسوّق هنا يبحث عن كل ما هو غريب: المجوهرات المصنوعة يدوياً والملصقات وإعلانات الأفلام والشاي والتوابل والأثاث القديم ومساحيق التجميل الطبيعية.

### الرياضة

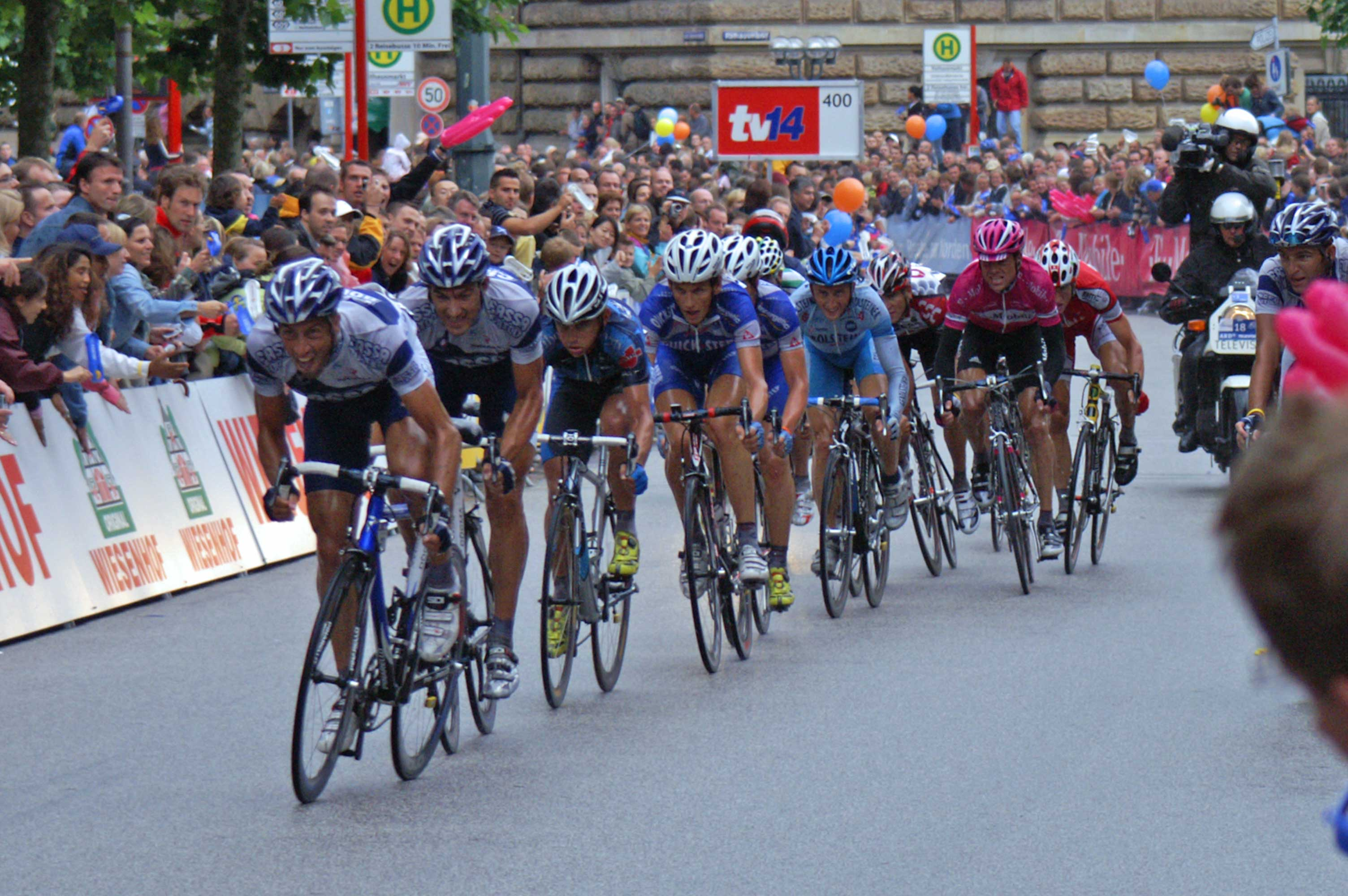
صورة لنهائيات بطولة الداراجات فاتنفال كلاسيكس

تسمى هامبورغ عاصمة ألمانيا الرياضية حيث أنها موطن لأهم الفرق والأندية والأحداث الرياضية العالمية.
Hamburg SV هو أهم وأنجح فرق كرة القدم في ألمانيا. وقد ربح بطولة ألمانيا 6 مرات، وحمل كأس ألمانيا 3 مرات وربح في كأس أوروبا عام 1983. كما وشارك في البطولة مرتين في عامي 2000/2001 و 2006/2007. ولعب الفريق في النورد بنك آرينا حيث المكان اتسع في عام 2006/2007 إلى 56100 متفرج. ويوجد أيضا فريق آخر هو ال FC St . Pauli من الدرجة الثانية لعب في ال millerntor stadion. يمثل فريق ال Hamburg Freezers هامبورغ في ال DEL وهي أكبر بطولة تزلج Ice Hockey في ألمانيا. كمل ويمثل فريق ال HSV هامبورغ في بطولة كرة اليد في ألمانيا. في العام 2007 ربح هذا الفريق بطولة كأس أوروبا. ويلعب الفريقين في الكولور لاين آرينا الحديث جدا.
هناك أيضا العديد من الرياضات الممارسة والممثلة في أندية رياضية في هامبورغ..فيوجد في هامبورغ أربعة أندية للعبة الكريكيت وهناك نوادي للتينيس أيضا. بالإضافة إلى ذلك يوجد نادي للعبة كرة القدم الأسترالية وهو ال Hamburg Docker وهناك رياضة الروغبي للنساء ورياضة الكرة الطائرة وأندية البولو. يتسع ملعب التينيس Am Rothenbaum ل 13,200 متفرج وهو الأكبر في ألمانيا. كما وتستضيف هامبورغ بطولة ركوب الخيل والقفز فوق الحواجز.
أهم معالم هامبورغ الرياضية هي: ستاد AOL لكرة القدم (AOL Arena)، ستاد ميلرنتور (Millerntor)، صالة كولور لاينا (Color Line Arena)، صالة الألستر للسباحة (Alsterschwimmhalle)، صالة هامبورغ للرياضة (Hamburg Sporthalle). هامبورغ هي مقر أقدم نادي ألماني لكرة القدم يدعى ه. ت. 16 (HT 16) وأول نادي تجديف وأول نادي رياضة الكانو. كما يتخذ شبورت شباس (Sportspaß)، الذي هو أكبر نادي رياضي ألماني للترفيه واللياقة البدنية من حيث عدد المشتركين، من المدينة مقراً له. أهم نادي كرة قدم في المدينة هو نادي هامبورغ الرياضي (HSV)، الذي أسس في عام 1887 والذي يلعب منذ 1963 في مستوى الدرجة الأولى. حصل النادي على بطولة الدوري الألماني عدة مرات. نادي إف.سي. سانت باولي (FC St. Pauli) هو نادي كرة قدم مهم في هامبورغ ذو تاريخ عريق. من الرياضات الأخرى التي تشتهر بها فرق هامبورغ هي كرة اليد وهوكي الجليد وكرة القدم الأمريكية والرياضات المائية بأنواعها. صنف الاتحاد الأوروبي لكرة القدم ملعب هامبورغ بخمسة نجوم وشهد الملعب أربع مباريات مجموعات من الأدوار التمهيدية وإحدى مباريات الدور ربع النهائي في كأس العالم لكرة القدم 2006.
«ماراثون هامبورغ» هو أحد أهم المناسبات الرياضة التي تقام في المدينة، ينظم سنويا في النصف الثاني من شهر نيسان/أبريل. كما تعرف المدينة ببطولة الدراجات «فاتنفال كلاسيكس» (Vattenfall Cyclassics). تنظم هامبورغ سنويا بطولة تنس تدعي «جيرمان أوبن» (German Open)، هي الأشهر على مستوى ألمانيا وأحد بطولات سلسلة ال ATP العالمية. تقام المباريات على ملعب روتنباوم للتنس (Rothenbaum). كما تقام سباقات هامبورغ ديربي للخيول (Hamburger Derby) سنويا. تبلغ قيمة الجوائز في السباق حوالي نصف مليون يورو. هامبورغ كانت أحد المدن المنظمة لبطولة كأس العالم لكرة القدم 2006 التي أقيمت في ألمانيا. كما ستكون أحد مدن بطولة كأس العالم لكرة اليد 2007.
خسرت هامبورغ الترشيح الألماني الداخلي كمدينة منظمة للألعاب الأولمبية الصيفية عام 2012 أمام منافستها مدينة لايبزغ، التي بدورها خرجت بشكل مبكر من المنافسة أمام المدن الأخرى التي رشحت نفسها رسميا (مثل لندن وباريس وموسكو ومدريد ونيويورك).

## الاقتصاد
هامبورغ هي مركز تجاري واقتصادي وإعلامي مهم في ألمانيا وفي منطقة شمال أوروبا. هي من الولايات المانحة في النظام الاتحادي الألماني. الناتج الإجمالي يصل إلى أكثر من 70 مليار يورو سنوياً معظمها يأتي من الضرائب. أهم القطاعات الاقتصادية فيها صناعة المواد الاستهلاكية وصناعة الطائرات والصناعات الكيماوية والصناعات الكهربائية وصناعة الآلات وبناء السفن وصناعة الزيت المعدني والقطاع المصرفي ودور النشر ومحطات الإذاعة والتلفزيون. يوجد في هامبورغ حوالي 3,000 شركة تعمل في الاستيراد والتصدير بعضها من الصين واليابان وتايوان. لدى هامبورغ بورصتها الخاصة التي أسست عام 1518 لتكون بذلك أقدم بورصة ألمانية ورابع أقدمها على مستوى أوروبا. البورصة مقسمة إلى عدة أقسام منها بورصة البن وبورصة الحبوب وغيرها. لا تكاد بورصة هامبورغ اليوم تلعب دورا مهما على مستوى ألمانيا خاصة أمام مثيلاتها كبورصة فرانكفورت.

### الإعلام
تصدر دار نشر أكسيل شبرينغر (Axel Springer) الجريدة الشعبية بيلد وجريدة دي فيلت (Die Welt). «بيلد» هي جريدة تابلويد تعتمد في أخبارها على الصورة أكثر من الكلمة، كما تنشر الكثير من أخبار الفنانين والرياضيين وفضائحهم. تعد الأكثر مبيعا على مستوى أوروبا بمعدل 3.8 مليون نسخة يوميا وعدد قراء يناهز 11.8 مليون قارئ. كما تصدر مجلة دير شبيغل (Der Spiegel) في هامبورغ، التي هي أيضا أكثر مجلات أوروبا المصورة مبيعا بمعدل 1.1 مليون نسخة أسبوعيا ونسبة قراء تناهز ال 6 ملايين قارئ. دار نشر غرونر + ياهر (Gruner + Jahr) تتخذ من هامبورغ مركزا لنشاطاتها. تعرف هذه الدار بإصدار المجلات: شتيرن (مجلة) (Stern) والنسخة الألمانية من غيو (Geo) وفاينانشال تايمز دويتشلاند (Financial Times Deutschland) وناشيونال جيوغرافيك دويتشلاند (National Geographic Deutschland) وبريغيته (Brigitte) وغيرها. تذيع القناة الألمانية الأولى (ARD) أخبارها الرئيسة على الساعة الثامنة مساء يوميا من استوديوهاتها في المدينة. كما يقع المقر الرئيسي لوكالة الأنباء الألمانية في هامبورغ.

### الدين
ينقسم سكان هامبورغ من حيث دينهم إلى:
- 35% يتبعون الكنيسة اللوثرية الانجيلية
- 10% كاثوليك
- 4% مسلمون

كما يوجد نسبه صغيرة من اليهود والهندوس والبوذيين والسيخ ومن الفرق المسيحية الأخرى كالأرثوذكس وشهود يهوه
وماتبقى هم اللادينيون

### المواصلات

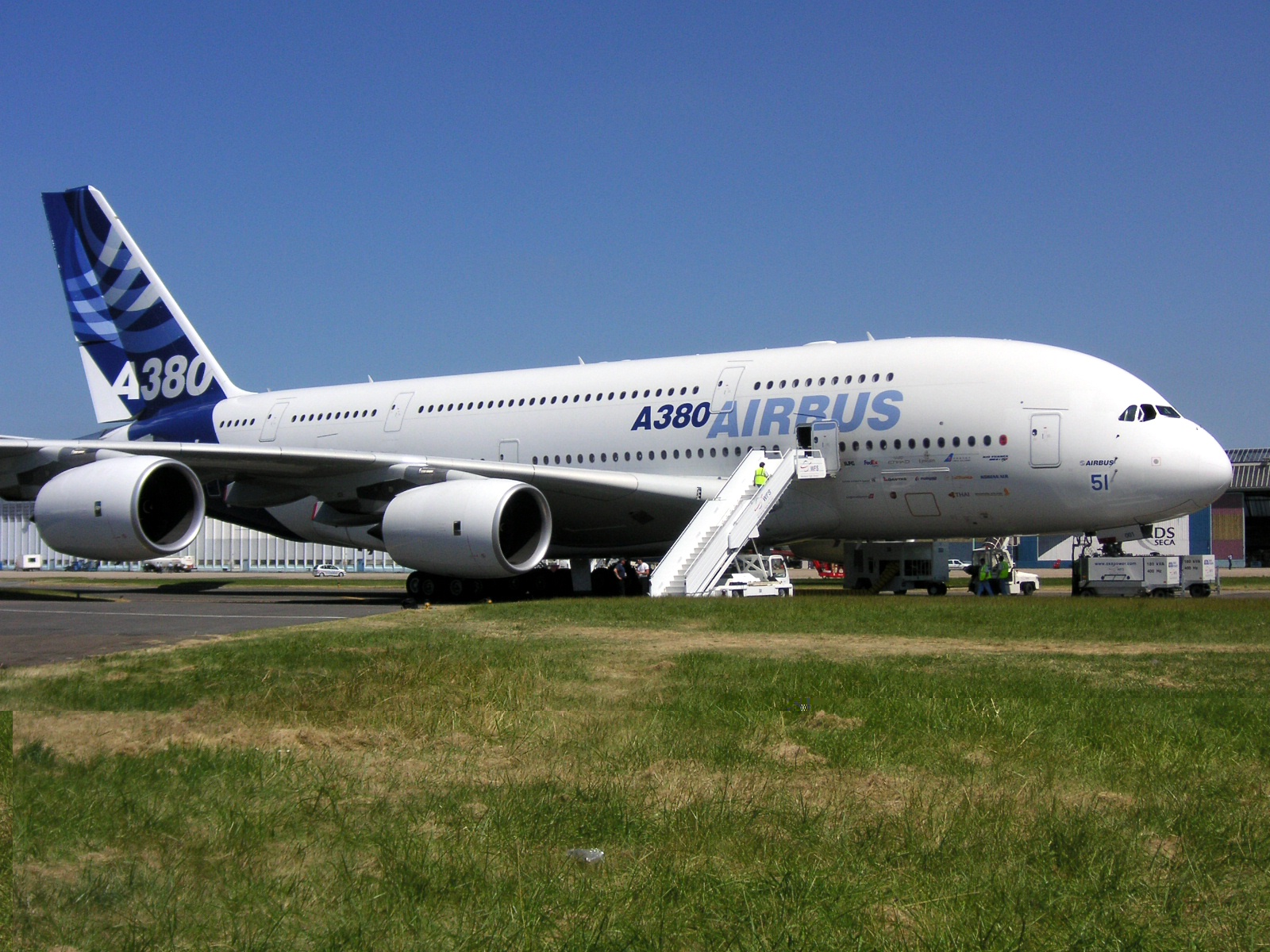
أجزاء كثيرة من طائرة ايرباص ايه 380 وغيرها من الطائرات تنتج في مصانع شركة ايرباص في هامبورغ

يوجد تسع خطوط سكك حديد في المدينة وهي تشكل العصب الأساسي لحركة المواصلات العامة في هامبورغ. يضخ نظام ال Hamburg S-Bahn ستة من هذه الخطوط بينما تشارك ال Hamburg U-Bahn بثلاثة خطوط وهي خطوط قصيرة تحت الأرض. 14 كلم من اصل 101 كلم من الصاب واي موجودة تحت الأرض.
باستثناء الخطوطو الأساسية الكبرى في مركز المدينة Hamburg Central Station , Hamburg Dammtor Station, Hamburg Altona Station فإن القطارات لا تتوقف داخل المدينة. أقفلت شبكة الترام عام 1978.
أما الحافلات، فهي تستخدم الديزل وتمشي على خطوط السكة الحديدة الفارغة، ولا يوجد في هامبورغ ترام إنما يوجد باصات على الهايدروجين. ويوجد شبكة باصات 24 ساعة بحيث يمر باص كل دقيقتين أو 30 دقيقة في الضواحي.
يوجد 6 عبارات في نهر الألبي تديرهم شركة هاداغ، ويستخدمهم سكان المدينة والعمال. ويستخدمون أيضا للرحلات الاستطلاعية من قبل السياح.
حتى عام 2006 كان مقر شركة القطارات الألمانية هو هامبورغ، إلى أن تتدخلت الحكومة الألمانية للمضي قدما بنقل مقار الشركة إلى العاصمة برلين. هامبورغ هي الموقع الرئيسي الثاني لإيرباص بعد مدينة تولوز الفرنسية وبذلك ثالث أكبر مركز لصناعة الطائرات في العالم. هناك خطط لتوسعة مصانع الشركة في هامبورغ، واجهت هذه الخطط معارضة جزء من السكان المحليين للمدينة في مقابل دعم كامل من حكومة هامبورغ. تتخذ كل من شركات بايرسدورف (Beiersdorf) (المعروفة بإنتاج مستحضرات للتجميل ككريم نيفيا مثلا) ودار نشر أكسيل شبرنغر (Axel Springer) من هامبورغ مقرا لها. تعرف الأخيرة بأنها أكبر دار نشر صحف ومجلات في ألمانيا. تتخصص مصانع وأقسام شركة فيليبس في هامبورغ بصناعة السيميكوندكتور (Semiconductor) والآلات الطبية. هامبورغ هي موطن ماركتي الجعة المعروفتين أسترا (Astra) وهولستن (Holsten).

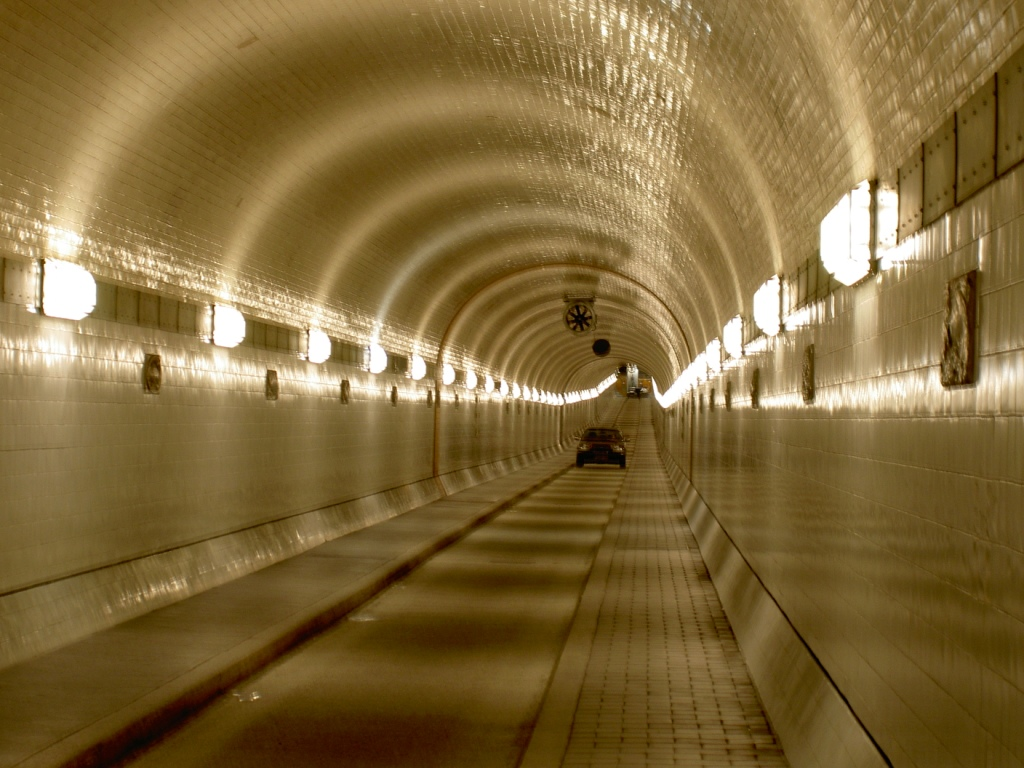
نفق الإلبه القديم الذي بني عام 1911 لنقل السيارات والمواطنين بين ضفتي الإلبه ما زال يستخدم لحد اليوم

تدير شركة مواصلات هامبورغ (Hamburger Verkehrsverbund) شبكة الموصلات العامة في المدينة. عند تأسيسها عام 1965 كانت الشركة إحدى أول أنواعها في ألمانيا والعالم من حيث الفكرة والإدارة. تنقل الشركة اليوم بشبكتها (الباصات والقطارات والعبارات) حوالي 1.8 مليون مسافر يوميا ومجمل طول شبكة يقدر ب 10.2 ألف كم من وإلى وداخل هامبورغ. يعتقد بأن خط الحافلة رقم 5 الذي تديره الشركة هو أكثر خطوط الحافلات في العالم إشغالا بمعدل 50 ألف نقلة يوميا. شبكة القطارات الداخلية في المدينة تنقسم إلى ثلاثة أنواع:
1. إس بان (S-Bahn): يتميز بقطاراته الواسعة، تسافر معظمها فوق الأرض. هذا النوع من السكك والقطارات يتبع شركة القطارات الألمانية (دويتشه بان).
2. أو بان (U-Bahn): قطاراته صغيرة ولكن أسرع من قطارات إس بان. هذا النوع من القطارات يتبع بالأساس شركة مواصلات هامبورغ.
3. أ.ك.ن (AKN): هي بالأحرى قطارات عادية تربط بعض أطراف هامبورغ بالبلدات المحيطة بها.

شبكة القطارات الداخلية تعمل عادة طوال اليوم مع استراحة بين الساعة 1 والساعة 4 صباحا. في عطلة نهاية الأسبوع تعمل على مدار الساعة. كما أن هناك خدمة حافلات ليلية. خدمة العبارات تربط مناطق مختلفة بالمدينة ببعضها وخاصة على امتداد نهر الإلبه. يذكر أن شبكة هامبورغ للأو بان (أو مترو الأنفاق) يعود تاريخها إلى 1912. بعد الحرب العالمية الثانية والدمار الذي طال معظم المدينة، تم الاستغناء عن بعض الخطوط بسبب كثرة تكاليف إعادة افتتاحها وتم بناء خطوط بديلة لها. كما ذكر أنفا، فإن هناك مئات القنوات المائية والأنهار التي تمر في هامبورغ، لذا هناك خطوط قطارات تحت أرضية كثيرة تمر تحتها، أشهرها خط ال إس بان رقم 1 ورقم 3 الذان يربطان محطة قطارات هامبورغ الرئيسية بشارع يونغفيرنشتيغ تحت الأرض وتحت بحيرة الألستر مباشرة.
هامبورغ هي نقطة تقاطع مهمة للقطارات في شمال أوروبا. هناك سكك حديدية تربطها بمعظم المدن الألمانية الكبيرة وشبكات السكك الحديدية في الدول الأوروبية المجاورة. إلى جانب محطة هامبورغ للقطارات الرئيسية هناك محطات أربع أخرى رئيسية تستخدم للنقل البري البعيد: محطة دامتور (Dammtor) ومحطة ألتونا (Altona) ومحطة هاربورغ (Harburg) ومحطة بيرغيدورف (Bergedorf)، إلى جانب محطات قطارات خاصة بالميناء ومصانع شركة إيرباص.

### الشركات العاملة في هامبورغ
من أهم الشركات العاملة في المدينة:
- شركة إيرباص لصناعة الطائرات (حوالي 11 ألف عامل)
- الخطوط الجوية الألمانية (لوفتهانزا) (حوالي 11 ألف عامل)
- البريد الألماني (دويتشيه بوست) (حوالي 9 آلاف عامل)
- شركة القطارات الألمانية (دويتشيه بان) (حوالي 7.6 آلاف عامل)
- مجموعة أوتو (حوالي 7 آلاف عامل)
- مصرف التوفير هامبورغ (شباركاسه هامبورغ) (حوالي 5.8 آلاف عامل)
- فيليبس (حوالي 5 آلاف عامل)
- بايرسدورف (حوالي 4.8 آلاف عامل)

## التعليم العالي
أهم جامعات هامبورغ:
1. جامعة هامبورغ (Universität Hamburg)، جامعة المدينة الرئيسية مع عدد طلاب يناهز ال 40 ألف
2. جامعة هامبورغ- هاربورغ التقنية (Technische Universität Hamburg-Harburg)، جامعة تختص بالعلوم الهندسية مع عدد طلاب يناهز الخمسة آلاف
3. جامعة هيلموت شميدت (Helmut-Schmidt-Universität)، جامعة عسكرية
4. جامعة مدينة الميناء هامبورغ (HafenCity Universität Hamburg)، جامعة تختص بفنون العمارة وتنمية وتخطيط المدن
5. بولتيكنيك هامبورغ (Fachhochschule Hamburg) مع عدد طلاب يفوق العشرة آلاف
6. المعهد العالي للفنون التشكيلية (Hochschule für bildende Künste)
7. المعهد العالي للعلوم التطبيقية (Hochschule für Angewandte Wissenschaften)
8. مدرسة بوكيريوس للقانون (Bucerius Law School)، أول معهد عالي ألماني خاص لدراسات القانون
9. المعهد العالي للموسيقى والفن (Hochschule für Musik und Theater Hamburg)

إلى جانب معاهد عليا أخرى تختص بتدريس علم اللاهوت والإعلام بأنواعه وغيرها.
النظام المدرسي في هامبورغ تديره وزارة المدارس والتدريبات. في عام 2006 تعلم أكثر من 160 ألف طالب في 245 مدرسة ابتدائية، 195 مدرسة ثانوية. يوجد 33 مكتبة عامة في هامبورغ. يوجد 17 جامعة في هامبورغ حيث تضم 70 ألف طالب جامعي بما فيها 9 آلاف من مدن أخرى. ومن ضمن هذه الجامعات 6 جامعات رسمية وأكبرها جامعة هامبورغ مع المركز الطبي الجامعي في أبيندورف-هامبورغ وجامعة المسرح والموسيقى وأيضا جامعة هامبورغ للعلوم الطبيقية وجامعة هامبورغ للتكنولوجيا. يوجد أيضا 7 جامعات خاصة مثل جامعة bucerius للحقوق. يود في هامبورغ أيضا مدارس وجامعات خاصة صغيرة وتتضمن معاهد دينية مثل دامعة هيلميت شميدت.
تم سن قانون فرض رسوم جامعة على الدراسة في جامعات ومعاهد هامبورغ في 2006 ابتداء من الفصل الدراسي الشتوي 2007/2006 للطلاب الجدد ومن الفصل الدراسي الصيفي 2007 للطلاب القدامى. لتكون هامبورغ بذلك أحد ولايات ألمانيا المحدودة العدد التي قررت فرض الرسوم الجامعية المتنازع عليها سياسيا في البلاد. كان التعليم الجامعي الحكومي في هامبورغ وفي كل ألمانيا حتى هذا التاريخ خالي من الرسوم الجامعية، إلى أن قررت بعض الولايات فرضها لتحسين النظام الجامعي فيها. تتراوح الرسوم ما بين 500 يورو إلى 2,500 يورو للفصل، حيث أن كل جامعة أو معهد عالي له حرية اختيار وتقدير مبلغ الرسوم حسب مصروفاته. عارضت الحركات الطلابية في هامبورغ هذا القرار بشدة ونزلت للتظاهر إلى الشوارع وبدأت بتنظيم خطط لتجنب تطبيق هذه الرسوم، ولكن معظمها كانت قليلة النتائج. يذكر بأن سياسة تطبيق الرسوم هي سياسة داخلية لكل ولاية في النظام الفيديرالي الألماني. قررتها حكومة حزب الديمقراطيين المسييحين الذين فازوا في الانتخابات النيابية المحلية في هامبورغ في عام 2001. كما أن معظم ولايات ألمانيا المطبقة لهذا القانون، هي تحت حكم هذا الحزب.

### الهندسة
فيلهلم فون هانو مهندس ألماني المولد، ونحات ورسام أيضا، واشتهر بأعماله في النرويج .

## المدن المتآخية
يوجد 8 مدن متآخية مع هامبورغ، وفي 1994 أصبحت شيكاغو أحدث هذه المدن. هناك العديد من معاهدات الشراكة تجمع هامبورغ بمدن أخرى، في 2007 وقعت دار السلام في تانزانيا معاهدة التفاهم للتطوير والتعاون.
المدن المتآخية الأخرى هي: دريسدن/ألمانيا 1987، ليون/نيكاراغوا 1989، مارسيليا/فرنسا 1958، أوساكا/اليابان 1989، براغ/تشيكيا 1990، سانت بيترسبورغ /الاتحاد السوفييتي السابق 1957، شانغهاي/الصين الشعبية 1986.
- سانت بطرسبورغ، روسيا، منذ 1957
- مارسيليا، فرنسا، منذ 1958
- شنغهاي، جمهورية الصين الشعبية، منذ 1986
- درسدن، ألمانيا (لاحقا ألمانيا الديمقراطية)، منذ 1987
- ليون، نيكاراغوا، منذ 1989
- أوساكا، اليابان، منذ 1989
- براغ، جمهورية التشيك، منذ 1990
- شيكاغو، إلينويز، الولايات المتحدة الأمريكية، منذ 1994

## وصلات خارجية
- انطباعات عربي عن هامبورغ dw-world.de
- موقع هامبورغ الرسمي: hamburg.de
- بانورامي الصور هامبورغ: Hamburg City Panoramas
- شركة مواصلات هامبورغ: HVV
- نادي هامبورغ الرياضي: HSV
- جامعة هامبورغ: Universität Hamburg
- مطار هامبورغ الدولي: Flughafen Hamburg
- ميناء هامبورغ: Hafen-Hamburg
- موقع إعلامي عن المدينة: Hamburg Magazin